# Jörg Dahlmann
Jörg Dahlmann (* 10. Januar 1959 in Gelsenkirchen) ist ein deutscher Fußballkommentator und Journalist.

## Leben
Dahlmann wurde in Gelsenkirchen-Buer geboren und wuchs in Gladbeck auf. Er machte 1977 sein Abitur und leistete seinen Zivildienst im Katholischen Jugendamt in Gladbeck. Erste journalistische Erfahrungen sammelte Dahlmann bei der Pfarr-Zeitung Lamberti-Nachrichten. Außerdem war er an der Erstellung des Sportteils der Ruhr Nachrichten beteiligt. Danach verfasste er Artikel für die Westdeutsche Allgemeine Zeitung über lokale Ereignisse in und um Gladbeck. Von 1979 bis 1980 machte er ein Volontariat in Lippstadt. Danach studierte er an der Justus-Liebig-Universität Gießen Sport, Englisch und Geographie. Um 1983 hospitierte Dahlmann beim ZDF in Wiesbaden.

## Karriere

### Stationen
Aus der Sportredaktion des ZDF berichtete er unter anderem von Fußball-Welt- und Europameisterschaften sowie den Olympischen Spielen. Dahlmann wurde durch seine Fußballreportagen aus den Bundesliga-Stadien bekannt. Anschließend arbeitete er beim Pay-TV-Sender Premiere und ab dem 1. Juni 1992 bei Sat.1, unter anderem als Leiter der Südwest-Redaktion in Mainz, als Kommentator bei Bundesliga-Spielen und als Moderator des Sports im Frühstücksfernsehen. Außerdem kommentierte er bei tm3 die Champions League.
Seit der Fußballsaison 2004/05 war er bis 2017 beim Sportsender DSF, seit 11. April 2010 Sport1, beschäftigt. Dort präsentierte er das tägliche Fußball-Magazin Bundesliga Aktuell, das aktuelle Zweitliga-Geschehen in Hattrick und war darüber hinaus in Bundesliga – Der Sonntag als Kommentator im Einsatz. Daneben war er in regelmäßigen Abständen Autor einer Kolumne im Wiesbadener Kurier.
Kurz vor Silvester 2004 erkrankte Dahlmann an Darmkrebs. Seit dem 24. Januar 2005 stand er wieder vor der Kamera. Er kommentierte auch bei LIGA total! die Spiele der Fußball-Bundesliga. 2015 wurde er wegen Prostatakrebs behandelt.
1999 wurde Dahlmann vom Verband Deutscher Sportjournalisten (VDS) mit dem 1. Preis im Bereich Fernsehen für eine Reportage über den Wechselfehler des damaligen Trainers des 1. FC Kaiserslautern, Otto Rehhagel, ausgezeichnet. Zu seinen berühmtesten Reportagen zählt die Schilderung des außergewöhnlichen Tores von Jay-Jay Okocha für Eintracht Frankfurt gegen Oliver Kahn und den Karlsruher SC.
Zur Bundesliga-Saison 2017/18 wechselte Dahlmann zum Pay-TV-Sender Sky Deutschland, für den er über die 1. und 2. Bundesliga sowie die Champions League berichtete.
Im November 2022 nahm Dahlmann an der Jubiläumsstaffel von Promi Big Brother teil, wo er den 13. Platz belegte. Anfang 2025 war er Teilnehmer des Dschungelcamps in dessen 18. Staffel.

### Entlassung bei Sky
Beim DFB-Pokal-Spiel zwischen dem 1. FC Union Berlin und SC Paderborn 07 am 22. Dezember 2020 äußerte Dahlmann in Bezug auf Sophia Thomalla, die damalige Partnerin des Union-Torwarts Loris Karius: „Jetzt in Berlin sitzt er [Karius] eben nur auf der Bank. Hat den Vorteil, dass er zu Hause kuscheln kann mit seiner Sophia Thomalla. Aber für so eine Kuschelnacht mit Sophia würde ich mich auch auf die Bank setzen.“ Der Kommentar löste auf Social Media einen Shitstorm aus und ihm wurde Sexismus vorgeworfen. Dahlmann entschuldigte sich, wurde aber von Sky Deutschland von einem weiteren Pokalspiel am Folgetag abgesetzt.
Mitte Januar 2021 wurde bekannt, dass Sky die Zusammenarbeit mit Dahlmann nach der Saison 2020/21 beendet. Rund zwei Monate später erfolgte die sofortige Trennung, nachdem Dahlmann eine Torchance des Hannover-96-Verteidigers Sei Muroya mit den Worten kommentierte: „Es wäre sein erster Treffer für 96 gewesen. Den letzten hat er im Land der Sushis geschossen.“ Nach Senderangaben sollte Dahlmann trotz zahlreicher Gespräche mit Sky „kein Bewusstsein dafür gezeigt“ haben, „dass er als Multiplikator eine entsprechende Verantwortung trägt“. Dahlmann selbst bezeichnete das Vorgehen gegen ihn als „Mobbing“ und „unprofessionell“.

## Soziales Engagement
Dahlmann, der selbst an Darm- und Prostatakrebs litt, hat zusammen mit TV-Moderatorin Ramona Leiß und dem Verein Deutsche Krebshilfe den Patientenratgeber Darmkrebs herausgegeben.
Jörg Dahlmann unterstützt als Botschafter die Initiative Respekt! Kein Platz für Rassismus.

## Journalistischer Stil
Dahlmann zufolge habe Fußball in erster Linie die Aufgabe zu unterhalten. Dementsprechend gehörte Dahlmann auch zum Ran-Team um Reinhold Beckmann und Johannes B. Kerner, die Sport mehr als Unterhaltungssendung denn als Informationssendung begriffen. Dahlmanns emotionale Art führte zu Kritik am Stil des Kommentators, so am ersten Spieltag der Bundesligasaison 2017/18.
Nachdem Dahlmann gegenüber Bild am Sonntag geäußert hatte, dass er seinen „Reporter-Stil […] fast 40 Jahre bewahrt habe“ und den „im letzten Jahr nicht umstellen“ könne, bescheinigte ihm Philipp Köster, der Chefredakteur von 11 Freunde, ebenfalls, „heute noch zu kommentieren wie vor vierzig Jahren“.